# Super Socket 7
Super Socket 7 — модифицированный (в сторону максимального использования возможностей) вариант процессорного разъёма Socket 7. Своё название (а также механический конструктив и основные электрические показатели) получил в «наследство» от Socket 7. Возник в результате необходимости расширить возможности новых процессоров производства не Intel со старым разъёмом при максимальной совместимости с существующими платами, процессорами и производственными мощностями в условиях патентного прессинга со стороны фирмы Intel.
В связи с запретом фирмы Intel использовать технологии (в том числе связанные с расширениями процессорных сигналов в шине), связанные с новым семейством процессоров Pentium II, компании-конкуренты были вынуждены использовать для своих новых процессоров  разъём и устаревшую шину процессоров Pentium, что вызвало проблемы с внедрением новых технологий и негативно сказалось на положении на рынке производителей не-Intel процессоров (AMD и Cyrix в частности) для данных разъёмов.
Для решения сложившейся проблемной ситуации шина была доработана для поддержки процессоров с тактовой частотой до 550 МГц, рабочая частота шины была увеличена с 66 до 100 МГц и выше (включая нестандартную частоту 75 и 83 МГц и множители), кэш-память 2-го уровня могла располагаться непосредственно в процессоре (на платформе Pentium кэш находился на материнской плате или на более старых чипсетах, типа i430FX, — на небольшой плате, установленной в специальный разъём, англ. COAST). Также получил распространение графический порт AGP.
Впоследствии AMD перенесла свой новый процессор AMD K7 на шину EV6 платформы DEC Alpha, предназначенную для мощных компьютеров и небольших суперкомпьютеров, а Cyrix прекратила войну после слияния с фирмой National Semiconductor (которая обладала кросс-лицензией на спорные технологии Intel). Теоретически, при замене BIOS это позволяло использовать на одинаковых материнских платах разные процессоры. Однако несовместимость контроллеров и дополнительного оборудования привели к развитию данных шин в разных направлениях. Доработанный разъём EV6 для процессоров K7 был переименован в Socket A, а улучшенный EV6 до EV7 стал применяться в первых 64-хразрядных процессорах DEC Alpha 21064/21164.